# Fischer StGB
Der Fischer StGB (offiziell Thomas Fischer: Strafgesetzbuch mit Nebengesetzen) ist ein wichtiger Kommentar zum deutschen Strafgesetzbuch und gilt als Standardwerk.
Der Kommentar wurde 1933 von Otto Schwarz im Verlag Otto Liebmann begründet und erscheint seit der zweiten Auflage im Verlag C.H.Beck in der Reihe Beck'sche Kurzkommentare (Band 10). Aktueller Herausgeber und seit der 50. Auflage Namensgeber ist der Bundesrichter a. D. Thomas Fischer. Der Kommentar erscheint i. d. R. jährlich; aktuelle Ausgabe ist die 72. Auflage. Seit dieser wird der Fischer neben ihm selbst von den Richtern am Bundesgerichtshof Stephan Anstötz und Hans-Joachim Lutz bearbeitet.
Neben dem Strafgesetzbuch umfasst der Kommentar außerdem noch strafrechtliche Nebengesetze wie u. a. das EGStGB und JGG sowie die Strafvorschriften aus mehreren anderen Gesetzen, u. a. aus dem BtMG, WaffG und der AO, kommentiert wird jedoch nur das Strafgesetzbuch. Zitiert wird der Fischer StGB üblicherweise wie folgt:
Fischer StGB § Paragraphennummer Rn. Zahl der Randnummer, also bspw. Fischer StGB § 263 Rn. 54
Der Kommentar wurde in früheren Ausgaben von Eduard Dreher und Herbert Tröndle herausgegeben.

## Weblink
- Offizielle Webpräsenz